# Жовтець сланкий
Жовтець сланкий (Ranunculus reptans) — вид трав'янистих рослин родини жовтецеві (Ranunculaceae), поширений в Євразії й Північній Америці. Етимологія: лат. reptans — «сланкий».

## Таксономічні нотатки
Ranunculus reptans та R. flammula явно відрізняються в Європі, але їх важко втримати один від одного в Північній Америці. Обидва види були описані з північно-західної Європи. Європейські та російські автори вважають їх двома видами, що відрізняються гарним набором характеристик і екологічними вимогами. Ranunculus reptans — рослина мулисто-піщаних мезотрофних (з помірною родючістю) берегів і дна дрібних озер і річок, часто альпійських або арктичних. Ranunculus flammula — рослина торф'янистих або глинистих, часто дуже чітко від оліготрофних (з низьким вмістом поживних речовин) до дистрофічних, канав, озер і торфовищ в помірних і океанічних районах. Тому вони обидва виглядають і поводяться як два види, навіть якщо іноді гібридизують у зоні перекриття. Північноамериканські автори часто включають R. repens до R. flammula як різновид. Американські рослини виду R. flammula менші, більш вузьколисті й дрібноквіткові, ніж європейські рослини, тому більше схожі на R. repens.

## Морфологічна характеристика
Це багаторічні трав'янисті рослини заввишки 2–6 см. Стебла до 40 см завдовжки, мляві, тонкі, зі столонами, часто вкорінюються у всіх вузлах, міжвузля явно вигнуті. Пластини від ланцетних до лінійних, тупі, з цілими краями, базальні — 3.5–5.5 × 0.1–0.2 см; стеблові листки по кілька в кожному вузлі, подібні базальних, але менші. Квітки поодинокі, верхівкові або пазушні; віночки радіально-симетричні, жовті, блискучі, як правило, 5–15 мм у діаметрі; пелюсток 5–7, обернено-яйцевиді або вузько обернено-яйцевиді, 3–4.5 × 2–2.5 мм; чашолистків 5, яйцевидо-округлі, 2–3 мм; тичинки численні. Сім'янки похило обернено-яйцевиді, 1–1.5 × 0.8–1 мм. Сім'янки часто зростають разом у кулястих агрегатах 2.5–5 мм у діаметрі.

## Поширення
Північна Америка (Ґренландія, Канада, США, Сен-П'єр і Мікелон); Євразія (Росія, Естонія, Латвія, Литва, Україна, Австрія, Німеччина, Швейцарія, Данія, Фарерські о-ви, Фінляндія, Ісландія, Норвегія, Швеція, Велика Британія, Болгарія, Італія, Франція). Населяє відкриті, посипані гравієм і піщані береги на озерах, річках і солоних джерелах; на лінії води або під водою, гравійних кар'єрів, струмків, канав.
В Україні зростає на вологих луках, болотах, по берегах водойм — в Поліссі, зрідка.

## Галерея

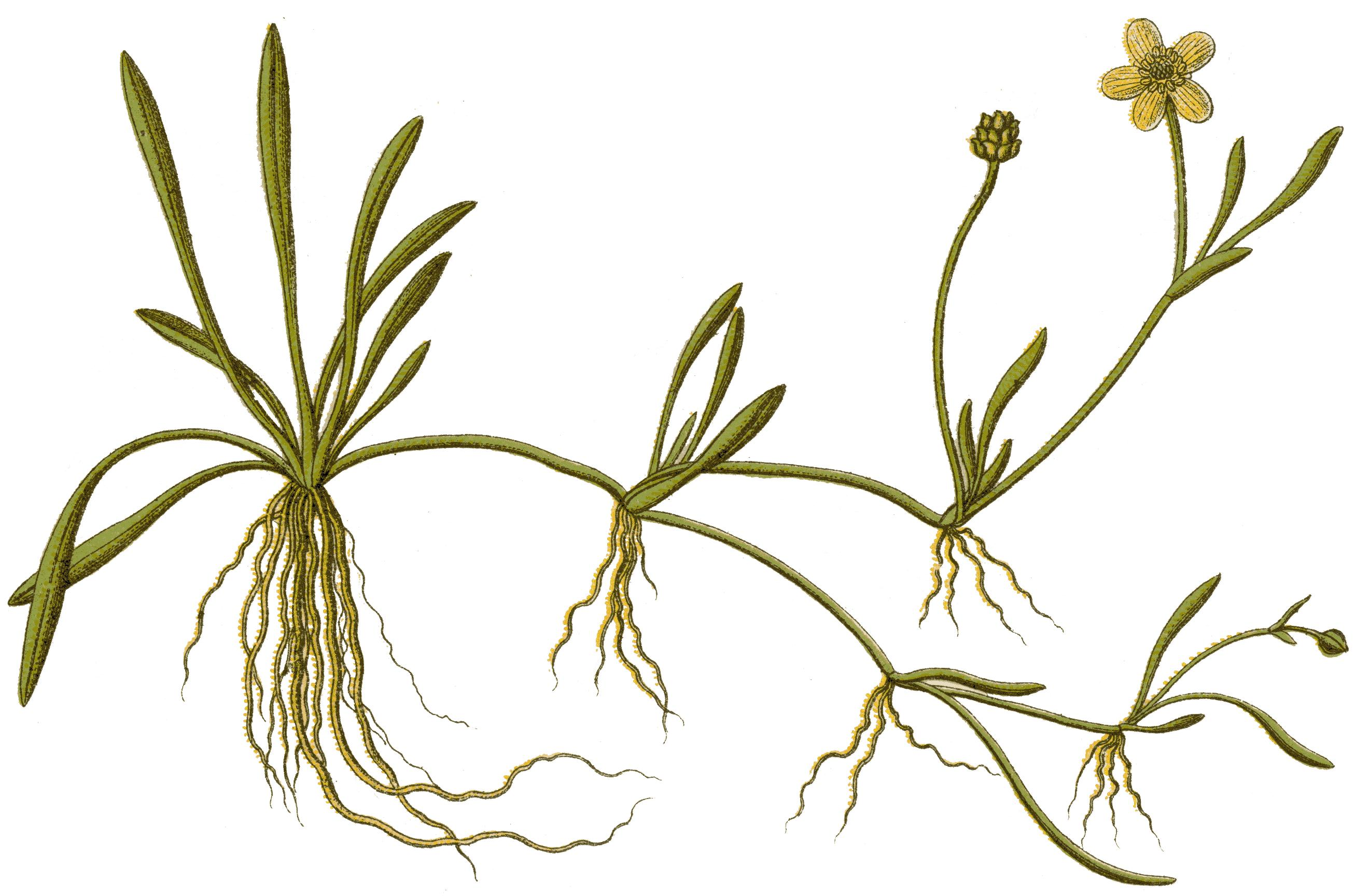